# Who Dares Wins

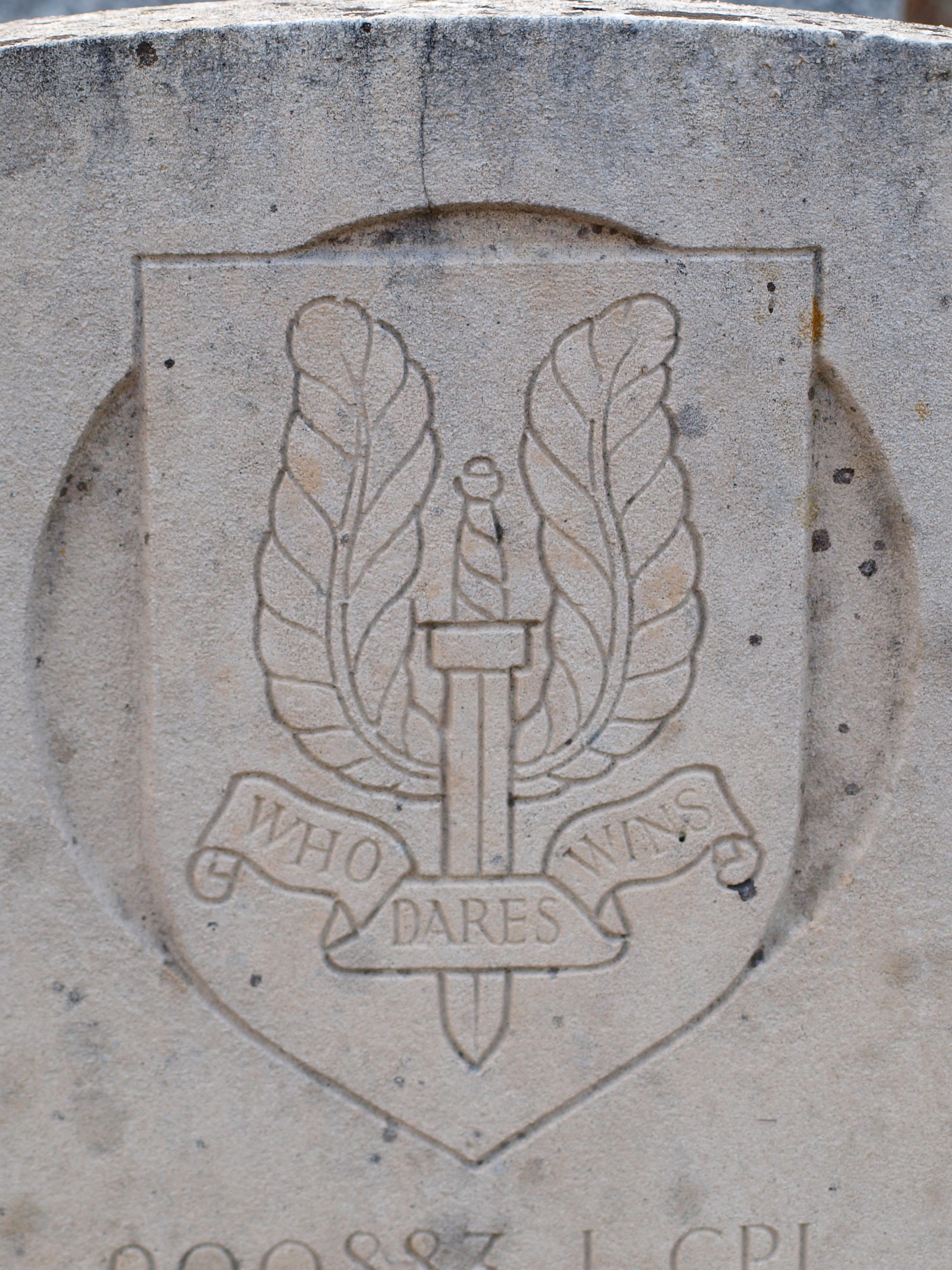
Památník S.A.S. ve Francii

Who Dares Wins (volně česky přeloženo Kdo si troufá vítězí nebo Kdo se odváží vítězí;, latinsky: Qui audet adipiscitur; řecky: Ο Τολμών Νικά, ; francouzsky: Qui ose gagne; italsky: Chi osa vince; portugalsky: Quem ousa vence; německy: Wer wagt, gewinnt) je často používaný slogan či motto, které v anglicky mluvícím světě zpopularizovala Special Air Service (SAS).
Německé „Wer wagt, gewinnt“ je ale doloženo přinejmenším z 18. století. Jako motto SAS je obvykle připisováno jejímu zakladateli, siru Davidu Stirlingovi. Mezi samotnými příslušníky SAS je někdy vtipně překrucováno na „Who cares [who] wins?“ („Koho zajímá, [kdo] vyhraje?“).
Toto motto používá dvanáct elitních jednotek speciálních sil po celém světě, které mají nějakým způsobem historické vazby na britské SAS, např.:
- Velká Británie – Special Air Service (první použití motta)
- Zimbabwe – Rhodesijská Speciální letecká služba
- Řecko – 13. Speciální operační velení
- Austrálie – Speciální letecký služební pluk
- Nový Zéland – Speciální letecká služba
- Francie – 1. Námořnický pěší parašutistický pluk
- Kypr – Taktická skupina
- Izrael – Sajeret Matkal (Průzkumná jednotka Generálního štábu)
- Srí Lanka – Srílanský armádní útočný pluk
- Belgie – 1. parašutistický prapor